# Grammatischer Wechsel
Als grammatischer Wechsel (zu altgr. γράμμα grámma ‚Schriftzeichen, Buchstabe‘; wörtlich „Buchstabenwechsel“) wird ein durch das Vernersche Gesetz beschriebener Konsonantenwechsel bezeichnet, der bei etymologisch verwandten Wörtern sowie innerhalb bestimmter Flexionsparadigmen auftritt.

## Auftreten und Vorkommen
Der grammatische Wechsel tritt grundsätzlich in allen germanischen Sprachen auf, doch ist er in den Einzelsprachen durch Analogie unterschiedlich stark ausgeglichen worden. Lag im Indogermanischen der Hauptton eines Wortes nach dem Stammauslautkonsonanten, dann wurden diese von /p/ /t/ /k/ /s/ zu /b/ /d/ /g/ /z/.
Schon in den uns überlieferten altgermanischen Sprachstufen ist das Gesetz nur noch lexikalisiert anzutreffen, und es wird schon früh – je nach Sprache und Dialekt in unterschiedlichem Ausmaß – zugunsten intraparadigmatisch regulärer Konsonanz abgebaut.
Beispiele aus dem Neuhochdeutschen:
Hefe – heben
leiden – gelitten
schneiden – geschnitten
sieden – gesotten
ziehen – gezogen
Reihe – Riege
(sie) waren – gewesen
verlieren – Verlies, Verlust
frieren – Frost
Beispiele aus dem Mittelhochdeutschen:
heven/heben ‚heben‘: heve/hebe – huop [statt *huof] – huoben – erhaben
lîden ‚leiden‘: lîde – leit – liten – geliten
zîhen ‚zeihen‘: zîhe – zêch – zigen – gezigen
ziehen ‚ziehen‘: ziuhe – zôch – zugen – gezogen
slahen ‚schlagen‘: slahe – sluoc [statt *sluoh] – sluogen – geslagen
friesen ‚frieren‘: friuse – frôs – fruren – gefroren
lësen ‚lesen‘: lise – las – lâren/lâsen – gelëren/gelësen
sîn ‚sein‘: bin – was – wâren – gewesen (gesîn)
Ähnliche Phänomene gibt es auch in anderen Sprachen, etwa dem Finnischen („Stufenwechsel“).

## Übersicht über die Konsonantenwechsel in den altgermanischen Sprachen
| Urgerm.   | Got.    | Ahd.      | Ae.                | As.                | Aisl.              |
| *f – *ƀ   | f – b   | f,v – b,p | (zusammengefallen) | (zusammengefallen) | (zusammengefallen) |
| *þ – *đ   | þ – d   | d,th – t  | þ,ð – d            | (unklar)           | (zusammengefallen) |
| *χ – *ǥ   | h – g   | h – g,k   | ø, h – g           | h – g              | ø – g              |
| *χʷ – *ǥʷ | ƕ – g,w | h – g,w   | ø, h – g,w         | h – g,w            | ø – g,w            |
| *s – *z   | s – z   | s – r     | s – r              | s – r              | s – r              |

Nach: Schaffner (2001: 65).